# 折桥镇
折桥镇，是中华人民共和国甘肃省临夏回族自治州临夏市下辖的一个乡镇级行政单位。

## 行政区划
折桥镇下辖以下地区：
后古村、慈王村、陈马村、苟家村、大庄村、折桥村、甘费村和祁牟村。